# BAP Almirante Grau (CLM-81)
Almirante Grau (CLM-81) byl původně nizozemský lehký křižník třídy De Zeven Provinciën. V Nizozemsku byl rozestavěn roku 1939, jako první ze dvou křižníků třídy De Zeven Provinciën, ale dokončen byl až po válce jako De Ruyter (C-801). Roku 1973 křižník zakoupilo Peru, jehož peruánské námořnictvo jej provozovalo až do roku 2017. Křižník sloužil jako peruánská vlajková loď. Byl to poslední provozovaný klasický křižník, jehož výzbroj byla založena na dělostřelectvu.

## Stavba
Almirante Grau byl původně postaven jako první ze dvou předválečných nizozemských lehkých křižníků třídy De Zeven Provinciën. Jejich stavba začala roku 1939, brzy nato ji ale přerušila druhá světová válka, ve které neutrální zemi přepadla Třetí říše a oba rozestavěné křižníky ukořistila. Němci De Zeven Provinciën v roce 1944 spustili na vodu, jeho stavbu ale nedokončili. Po válce se Nizozemsko rozhodlo oba křižníky dostavět, stavbu ale zpozdily rozsáhlé změny projektu, které přineslo zapracování válečných zkušeností. Zcela se změnila výzbroj, pohonný systém i silueta lodí. Jiné byly i názvy – De Zeven Provinciën byl dokončen jako De Ruyter (C-801), zatímco jeho sesterská loď Eendracht jméno změnila dokonce dvakrát – nejprve na Kijkduin a poté na definitivní De Zeven Provinciën (C-802). Práce na De Ruyteru se rozeběhly v roce 1947 a loď do služby vstoupila 18. listopadu 1953.

## Konstrukce
Hlavní výzbroj De Ruyter po dokončení tvořilo osm dvouúčelových plně automatických 152mm kanónů, umístěných ve čtyřech dělových věžích. Ty doplňovalo osm 57mm kanónů v dvoudělových věžích a osm 40mm kanónů v jednohlavňových postaveních. Pohonný systém tvoří čtyři kotle a dvě převodové turbíny, rozdělené pro zvýšení bojové odolnosti lodi do dvou skupin.

## Služba

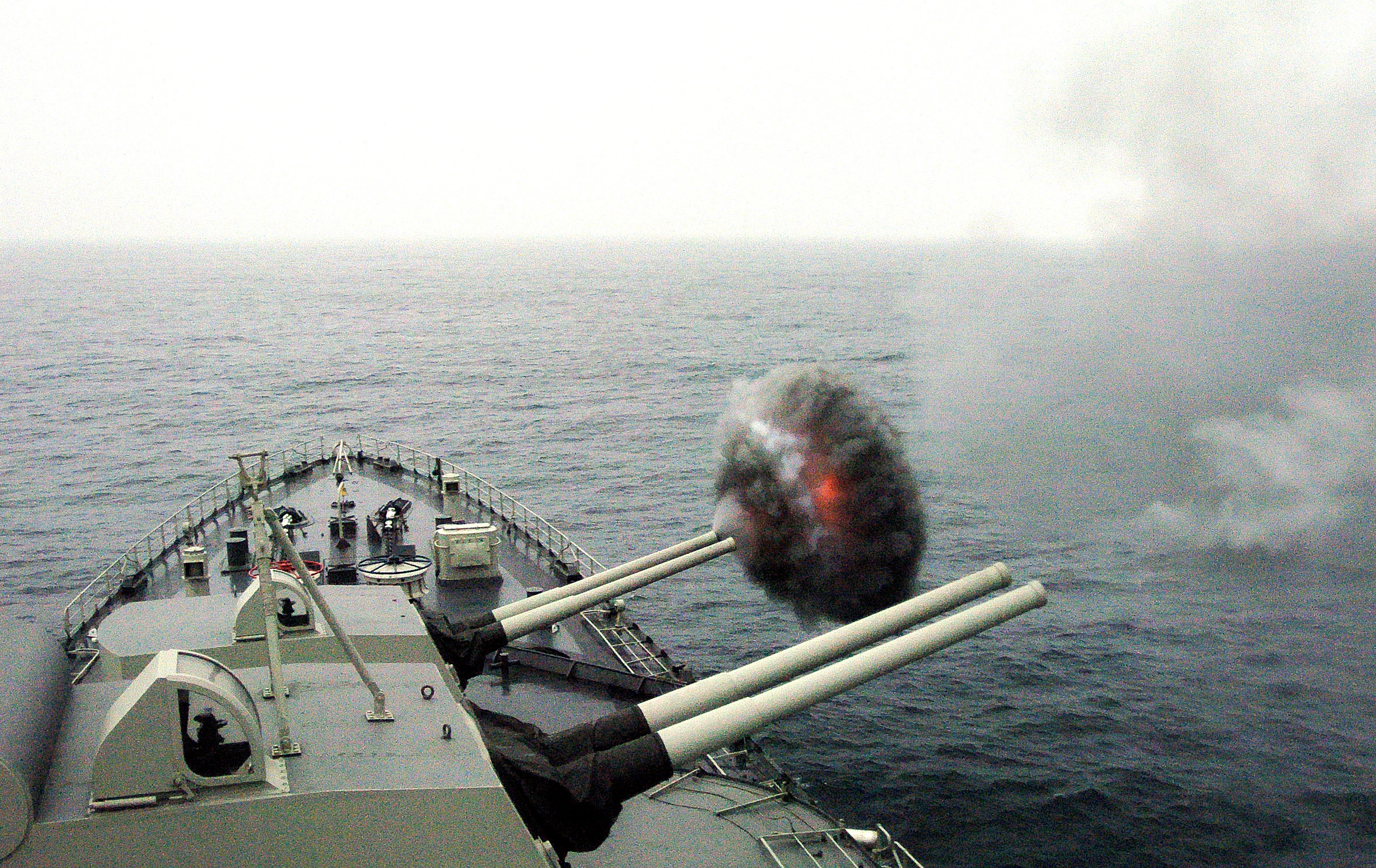
Výstřel z 203mm kanónů

### Nizozemsko
V 60. letech byla zvažována přestavba lodi na raketový křižník, odpovídající přestavbě jeho sesterské lodi De Zeven Provinciën z let 1962–1964. Zahrnovala by redukci výzbroje na čtyři 152mm kanóny, šest 57mm kanónů a čtyři 40mm kanóny, přičemž získaný prostor by byl využit pro instalaci protiletadlového raketového kompletu RIM-2 Terrier. Přestavba se však neuskutečnila a Nizozemsko křižník roku 1973 prodalo Peru, které ho pojmenovalo Almirante Grau po hrdinovi druhé tichomořské války, admirálovi peruánského válečného námořnictva Miguelu Grauovi Seminariovi (o tři roky později Peru zakoupilo i samotný De Zeven Provinciën).

### Peru

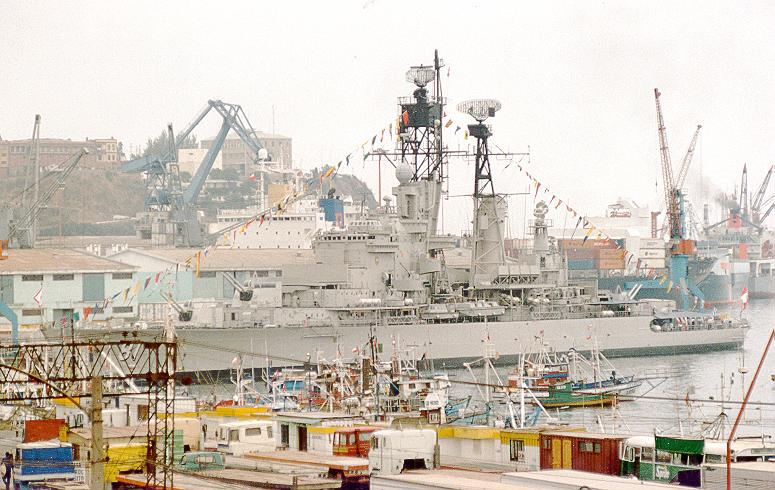
Křižník na fotografii z roku 1993

Peruánské námořnictvo prošlo v 70. letech 20. století rozsáhlou modernizací a expanzí, která měla zemi zařadit mezi regionální námořní mocnosti. Část lodí přitom Peru získalo z Nizozemska – jednalo se o oba křižníky třídy De Zeven Provinciën a osm torpédoborců tříd Holland a Friesland. Samotný De Ruyter Peru zakoupilo 7. března 1973 a do služby ho zařadilo 23. května 1973. Zásadní změny křižník prodělal při modernizaci uskutečněné v letech 1985–1987. Hlavní dělostřelecká výzbroj zůstala zachována, počet kanónů lehčích ráží ale byl redukován. Přibyla však raketová výzbroj – osm italských protilodních střel Otomat a jeden osminásobný vypouštěcí kontejner Albatros pro protiletadlové řízené střely Selenia Aspide. Modernizována byla také elektronika. Ze služby byly křižník vyřazen po 45 letech dne 26. září 2017. Novou vlajkovou lodí se stala fregata Montero.